# Língua gestual angolana
A Língua Gestual Angolana (LGA) é a língua gestual (ou língua de sinais) através da qual grande parte da comunidade surda, em Angola, comunica entre si. Tem seu dicionário em formato de livro e CD com 800 palavras, para além de ter a interpretação gestual do hino nacional de Angola.
Há vinte e três surdos professores da LGA com formação pedagógica dos quais treze já trabalham como professores.
Na República de Angola durante mais de cinco anos foi desenvolvido o Projecto para o Estudo Desenvolvimento e Uniformização da LGA, investigação realizada por uma equipa de treze surdos, membros da Associação Nacional de Surdos de Angola (ANSA) e dois especialistas do Ministério da Educação (MED) que são técnicos superiores, pertencentes ao Instituto Nacional para a Educação Especial (INEE).
Esta equipa viajou às diferentes províncias onde as comunidades surdas são significativas filmando conversações, para verificar o nível de comunicação entre os surdos da capital de Angola, Luanda, e os surdos das províncias visitadas, comprovando que há uma comunicação fluída entre os mesmos.
Da mesma maneira toda a informação obtida e recompilada na investigação foi utilizada para fundamentar, justificar e demonstrar linguisticamente a existência da LGA como uma língua bem estruturada, e mais adiante foi elaborada a primeira gramática da LGA.
Em 2012, em Angola foi realizada a Primeira Formação de Intérpretes da Língua Gestual Angolana (LGA), para contribuir na diminuição das barreiras na comunicação entre surdos e ouvintes angolanos, existem alguns falsos intérpretes que podem ser apresentados na televisão, criando confusão entre os membros da comunidade surda angolana, como também no seio da sociedade, pois empregam gestos que nada tem a ver com a LGA; este facto acontece porque a LGA ainda não tem um reconhecimento oficial, embora existem documentos que avaliam e alicerçam a LGA como uma verdadeira língua.